# Duizend-en-een-nacht

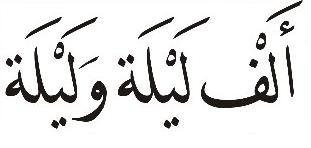
Duizend-en-een-nacht in het Arabisch

De vertellingen van Duizend-en-een-nacht (Arabisch: الف ليلة وليلة / alf lailat wa-lailat, "duizend nachten en een nacht", Perzisch: هزار و یک شب / Hezar-o-yek shab) vormen een verzameling verhalen uit het Midden-Oosten, in de vorm van een raamvertelling in proza. De verhalen behoren tot verschillende genres en een aanmerkelijk deel is erotisch van aard. In de westerse wereld zijn deze in de 18e eeuw doorgedrongen als sprookjes. De verhalen worden verteld door de Perzische Sjeherazade.
Opvallend is dat de bekendste verhalen, Aladin en de wonderlamp, Ali Baba en de veertig rovers en de verhalen van Sinbad de Zeeman pas in de 18e eeuw zijn toegevoegd.

## Geschiedenis
De herkomst van de verhalen is voor historici moeilijk te achterhalen. Waarschijnlijk stammen enkele verhalen al van voor de Christelijke jaartelling en komen de oudste verhalen uit India en Perzië Sommige verhalen komen voort uit een Jaïnistische versie uit de 5e eeuw.
Het gebruik van raamvertellingen en dierenfabels komt al voor in het Sanskriet voor het begin van de Christelijke jaartelling. De Pañcatantra en de Baital Pachisi zijn waarschijnlijk inspiratiebronnen geweest. Andere bronnen zijn mogelijk de Jataka en de Tantropakhyana. Deze laatste is weer gebaseerd op de Pañcatantra waarbij het verhaal verteld wordt door een concubine die zo haar man geïnteresseerd probeert te houden.
Er zijn in Syrië kleine fragmenten van een 9e-eeuws boek gevonden met de titel Het boek van het verhaal van duizend nachten (1000 i.p.v. 1001) waarin Sjeherazade haar verhalen vertelt. De 10e-eeuwse bibliograaf Ibn al-Nadim uit Bagdad legde vast dat de Sassanidische vorsten zich ‘s avonds lieten vermaken met een raamvertelling die gelijkenis vertoont met de latere verhalen van duizend-en-een-nacht, bestaande uit 200 sprookjes.
Doordat er in de verhalen niet alleen veel erotiek, maar ook alcoholgebruik voorkomt waren deze omstreden in de Arabische wereld en werden deze niet als echte literatuur gezien.
De Franse 17e-eeuwse oriëntalist Antoine Galland kwam tijdens zijn reizen door de Arabische wereld in aanraking met het verhaal van Sinbad de zeeman. In deze tijd was Europa in de ban van de, voor hen mysterieuze Arabische wereld en besloot het verhaal te vertalen. Geïnspireerd naar meer begon hij een verzameling teksten, die waarschijnlijk uit de 14e of 15e eeuw stammen, te vertalen die nu bekend staan als het Galland Manuscript. De verhalen werden steeds in delen gepubliceerd en verkochten goed onder het Europese publiek. Met name onder de welgestelde vrouwen die zich in de literaire salons lieten voorlezen. Het succes kwam in belangrijke mate doordat Europa in die tijd in de ban was van het oriëntalisme. Hij had slechts vijfendertig verhalen verzameld terwijl de titel 1001 suggereerde. Om deze reden voegde hij het verhaal van Sinbad toe en ook de verhalen van Aladin en de wonderlamp en Ali Baba. Er is later wel gesuggereerd dat deze laatste twee verhalen door Galland zelf verzonnen zijn.
De vertalingen waren echter wel gekuist en de erotische passage werden door Galland verwijderd. De eerste Engelse vertaling werd geschreven door Edward William Lane en kwam in delen uit vanaf 1838. Lane deed zijn best om voor een goede vertaling maar tevens een goede beschrijving van de Arabische wereld te zorgen. De Britse avonturier en ontdekkingsreiziger Richard Francis Burton publiceerde in 1850 zijn eigen ongekuiste vertaling. Hij deed het tegenovergestelde als Galland en Lane en voegde juist erotische en mysterieuze teksten toe. Zijn versie was slechts voor een beperkt publiek beschikbaar omdat hij van pornografie werd beschuldigd.

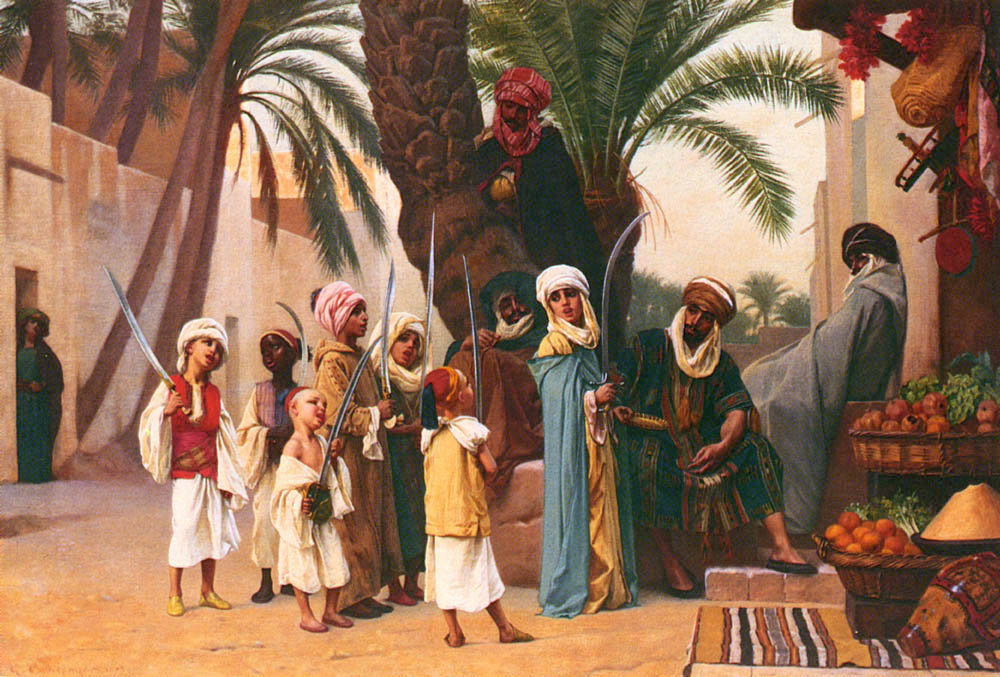
La quête de l'Aïd-Srir, à Biskra
(1873), Gustave Boulanger

In later tijden (1885-1888) werden de verhalen uitgegeven zonder de erotische bestanddelen en werden ze populair als sprookjes voor kinderen en volwassenen. Overigens gebeurde dit met bijna alle sprookjes, dit is bijvoorbeeld duidelijk te volgen in de verschillende drukken van Kinder- und Hausmärchen waarbij de seksuele elementen in latere uitgaven symbolisch worden beschreven. Overigens bevatte deze verzameling sprookjes van de gebroeders Grimm in eerdere drukken meer sprookjes uit Duizend-en-een-nacht dan in latere drukken, waaronder die waarop de Nederlandse vertaling is gebaseerd. Deze werden verwijderd omdat ze niet uit het Duitse gebied afkomstig waren. Dit gebeurde bijvoorbeeld ook met enkele sprookjes die opgenomen waren in de bundel van Charles Perrault.
In het verleden hebben moellahs de verhalen gebruikt om hun toehoorders een les te geven. Door de tijd heen werd het ook volkstherapie. Een Perzische arts en psychotherapeut heeft de verhalen aangewend in de psychosomatische geneeskunde voor het behandelen van conflicten en therapeutische situaties. In het boek "De Koopman en de Papegaai" maakt hij de toepassing van deze verhalen toegankelijk voor de lezer.

## Synopsis

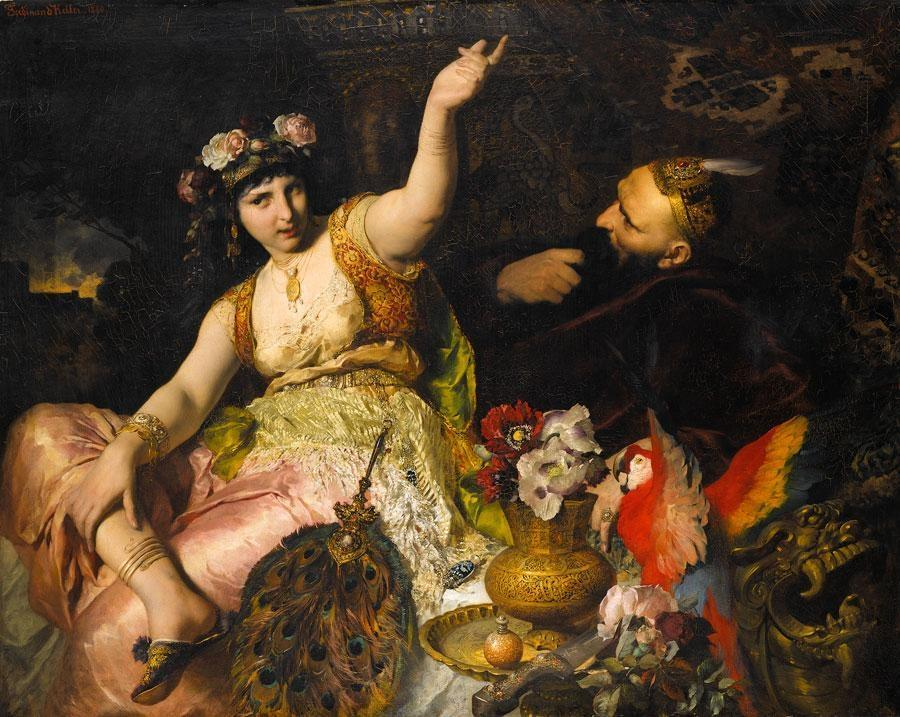
Sjeherazade en sjah Sjahriaar
(1880), Ferdinand Keller

Het kaderverhaal vertelt dat de Perzische Sjah Sjahriaar door zijn vrouw bedrogen was. Ze had gevreeën met een van haar slaven. Hij laat zijn vrouw en de betreffende slaaf daarop doden. Na verloop van tijd besluit de sjah om nooit meer gekwetst te worden en voortaan elke avond een nieuwe maagd te huwen en haar na de huwelijksnacht de volgende ochtend ter dood te laten brengen.
De schrandere dochter van de grootvizier, Sjeherazade, wil de dagelijkse executies van jonge vrouwen een halt toe roepen en vraagt haar vader om haar als bruid aan de sjah aan te bieden. Ze heeft een plan om aan de executie te ontkomen en na met de sjah gevreeën te hebben, vertelt zij hem een verhaal maar stopt abrupt op een spannend moment. Om te weten hoe het afloopt, spaart de sjah haar. De volgende nacht komt het vervolg maar als het verhaal uit is begint Sjeherazade aan een nieuw verhaal. Dit houdt ze 1001 nachten vol en elke nacht wordt afgesloten met een onvoltooid verhaal. Ondertussen schenkt zij Sjahriaar enkele kinderen. Wanneer de verhalen uiteindelijk ten einde zijn, is de sjah zo van haar gaan houden, dat hij haar gratie schenkt en ze zijn definitieve vrouw mag worden.
In sommige verhalen wordt gebruik gemaakt van een of meer verhalen, waarbij een hoofdpersoon een verhaal vertelt, waarin een ander op zijn beurt een verhaal vertelt. Zo is er het verhaal van de bochel, waarin de hoofdpersoon het verhaal van de kleermaker vertelt, de kleermaker het verhaal van de barbier vertelt en de barbier verhalen vertelt over zijn verschillende broers.
Enkele bekende verhalen uit de verzameling zijn
- Aladin en de wonderlamp
- Sinbad de zeeman
- Ali Baba en de veertig rovers

Deze verhalen werden echter aan de verzameling toegevoegd in de Franse vertaling van Antoine Galland in het begin van de 18e eeuw; ze kwamen niet voor in de oorspronkelijke Arabische tekst. Dat verklaart wellicht waarom er sprookjes zijn die er op lijken. Het sprookje Simeliberg van de gebroeders Grimm is een ingekorte variant van Ali Baba en de sprookjes Het Blauwe Licht (Grimm) en De Tondeldoos (van Hans Christian Andersen) tonen parallellen met Aladin.
Minder bekende verhalen zijn:
- Het verhaal van de visser en de djinn
- Prins Ahmed en de fee Pari Banoe
- Het verhaal van de drie appels
- De bochel
- Prins Kamar Alzaman en Boedoer
- Abukier en Abuzier (Abu Kir en Abu Sir)

## Genres en thema’s
De verhalen zijn zeer divers en spelen zich af op verschillende, ver van elkaar gelegen locaties. Er zijn spannende, komische en romantische verhalen. Net als verhalen over spoken, bovennatuurlijke ontmoetingen en zelfs vroege vormen van sciencefiction. In een aantal verhalen komen echte historische figuren voor. Zoals de kalief Haroen ar-Rashid die in verschillende verhalen voorkomt en ‘s nachts verkleed door Bagdad zwerft om de bevolking te observeren.
Het lot speelt vaak een rol, zo kunnen de hoofdpersonen door toevalligheden opeens rijk of arm worden. Een ander kenmerk is dat zich binnen een stad of dorp mysterieuze zaken kunnen afspelen zonder dat de omwonenden hier weet van hebben. Wat verder opvalt is dat veel verhalen doorspekt zijn met seks en erotische verlangens. Ook komt er poëzie in voor.
Enkele voorbeelden zijn:
- Het verhaal van de sjouwer en de drie vrouwen gaat over een geheime samenkomst in een huis in Bagdad. Hierin spelen losse seksuele moraal, drank en geweld een rol. Het is ook een weergave van de destijds culturele diversiteit in de stad.
- Het verhaal van de drie appels gaat over de moord op een jonge vrouw. De vizier krijgt de opdracht om binnen drie dagen de drie daders te vinden of het anders met zijn eigen leven te bekopen. Toevallig, door de ontdekking van een appel, worden alle daders gevonden.
- Het verhaal van de bochel is komedie. Het verhaal speelt zich af in China en gaat over een komiek die zich verslikt. Verschillende mensen proberen elkaar met het lijk op te schepen en zo de schuld in de schoenen te schuiven maar uiteindelijk blijkt het slachtoffer helemaal niet dood te zijn.
- In de avonturen van Bulukiya reist de hoofdpersoon naar het paradijs, de hel en door het heelal op zoek naar het levenselixer. Hij ontmoet djinns en zeemeerminnen. Ook wordt een beschrijving gegeven van hoe de mensen op de Maan leven.
- In de Stad van Brons gaat een groep op zoek naar een verloren stad in de Sahara en ontdekken robots en andere vormen van technologie.
- In het verhaal van Prins Hoesein stelt de koning dat de prins die met de mooiste bruidsschat aankomt, met zijn dochter mag trouwen. Prins Hoesein weet een vliegend tapijt te bemachtigen. Dit is het enige verhaal waarin een vliegend tapijt voorkomt.

## Vertalingen

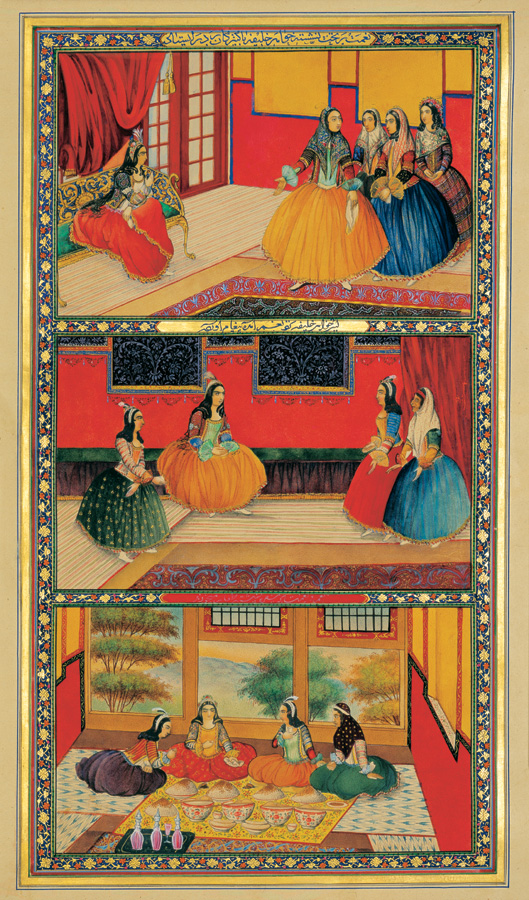
Perzische illustraties bij de verhalen
(ca.1849/56), Sani ol-Molk

De verhalen zijn veelvuldig in druk uitgegeven, in min of meer volledige vorm. De vertaler laat soms gedeelten weg, bijvoorbeeld om een 'kuise' versie te leveren. Zo zijn in de eerste Engelse vertaling van Edward Lane (1840, 1859) de erotische passages verwijderd. Aan het begin wordt verteld hoe de verhalen tot stand zijn gekomen (het kader), maar vaak worden de verhalen daarna aan een stuk verteld zonder dat de lezer merkt dat de vertelster ermee stopt en het vervolg tot de volgende nacht uitstelt. Er is overigens geen sprake van een officiële canon en men is het er niet helemaal over eens welke verhalen wel en niet tot de verzameling behoren.
De eerste Europese vertaling (in het Frans) werd vanaf 1704 tot 1717 in twaalf delen gepubliceerd. Die vertaling van Antoine Galland had invloed op het ontstaan van een rage die wel Turkomanie wordt genoemd. De (eveneens Franse) vertaling van J.C. Mardrus is in de jaren veertig en vijftig van de twintigste eeuw in het Nederlands vertaald door een aantal schrijvers onder leiding van Albert Helman, die zelf ook een bijdrage heeft geleverd. De honderden illustraties zijn van Anton Pieck, die hiervoor inspiratie ontleende aan zijn zes weken durende verblijf in Marokko in 1937. Deze vertaling is uitgegeven door Parnassus (1943-1954 acht delen), door Paris (1962-1965 acht delen) en door Manteau (1975 zestien delen, 2006 acht delen).
De nieuwe standaard is de vertaling van dr. Richard van Leeuwen (UvA, Islam Studies). Aan deze vertaling is zes jaar gewerkt en het laatste deel kwam gereed in de herfst van 1999. Van Leeuwen heeft gebruikgemaakt van belangrijke Arabische bronnen waaronder de Caïro-editie uit 1835 en de Calcutta-editie uit 1842. De verzameling is oorspronkelijk uitgebracht in zeven banden bij uitgeverij BULAAQ. De illustraties in dit standaardwerk zijn van Jean-Paul Franssens. De 3e druk is zonder illustraties uitgebracht, in een cassette met drie gebonden boeken.

## Invloed

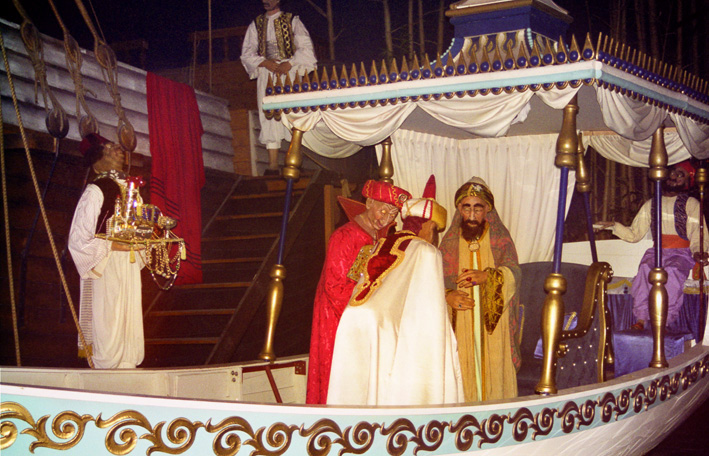
Een scène in de Fata Morgana in de Efteling.

- De Russische componist Nikolaj Rimski-Korsakov heeft eind 19e, begin 20e eeuw balletmuziek geschreven voor uitvoeringen van het klassiek ballet Sheherazade, waarin ook het stuk van Sindbad de Zeeman voorkomt. De compositie wordt tegenwoordig minder als balletstuk uitgevoerd maar meer als concertmuziek.
- Het verhaal De dief van Bagdad is een roman uit 1924 van Achmed Abdullah die geïnspireerd is op de sprookjes.
- In De Efteling staan vier attracties die geïnspireerd zijn op de wereld van Duizend-en-een-nacht, de Fata Morgana, de fakir op het vliegende tapijt, de Vogel Rok en de Sirocco (voorheen Monsieur Cannibale). Deze attracties beelden geen van alle een specifiek sprookje uit maar ademen wel de sfeer uit.